# Jordanów Śląski
Jordanów Śląski (niem. Jordansmühl, w latach 1945–1947 Jordanice) – wieś w Polsce położona w województwie dolnośląskim, w powiecie wrocławskim, w gminie Jordanów Śląski.

## Podział administracyjny
W latach 1975–1998 miejscowość administracyjnie należała do województwa wrocławskiego. Miejscowość jest siedzibą gminy Jordanów Śląski.

## Demografia
Według Narodowego Spisu Powszechnego (III 2011 r.) liczył 1194 mieszkańców. Jest największą miejscowością gminy Jordanów Śląski.

## Położenie
Jordanów Śląski położony jest w południowej części Równiny Wrocławskiej.

## Krótki opis
Obok wsi jest duży kamieniołom, w którym wydobywa się serpentynit. Znany jest także, jako miejsce występowania kolekcjonerskich okazów nefrytu.

## Historia

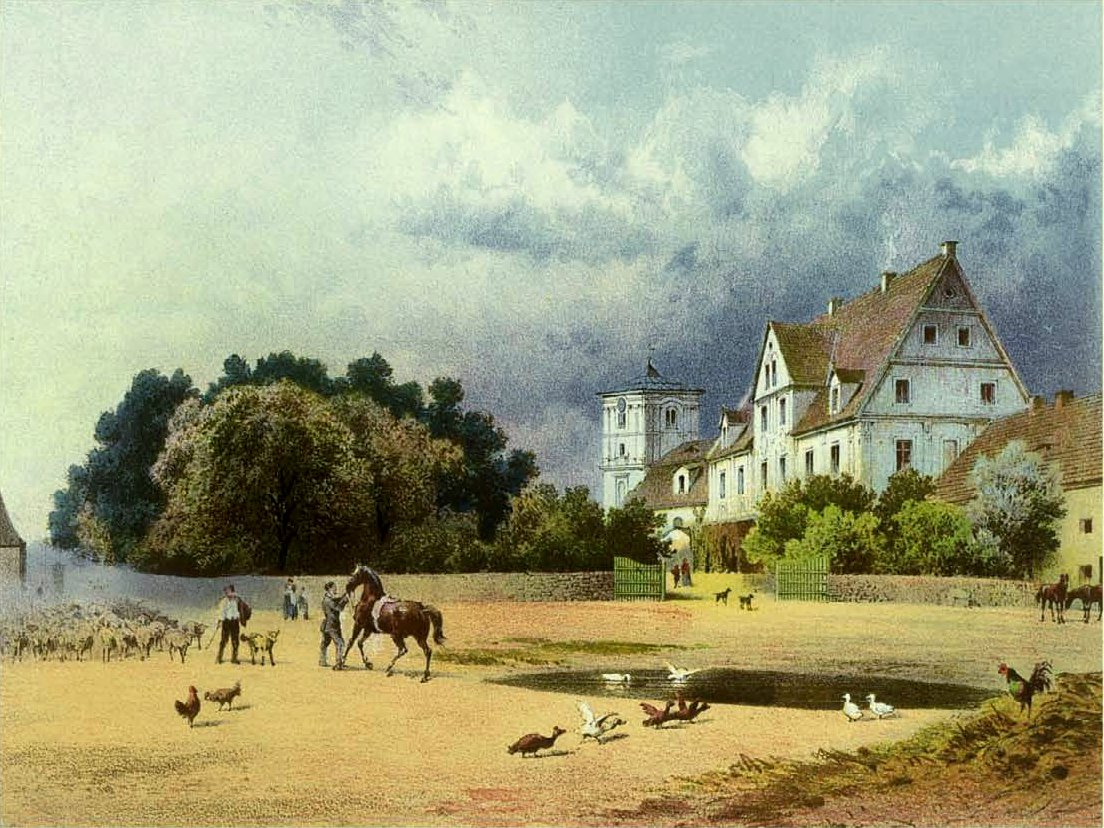
Palac Jordansmühl, 1860, Alexander Duncker

Znaleziono tu prehistoryczne osadę ze śladami dużych (do 40 m) chat o budowie słupowej i cmentarzysko zawierające 57 grobów z końca II połowy IV tysiąclecia p.n.e., na podstawie cech tutejszych artefaktów (w tym ceramiki) i pochówków wyodrębniono kulturę jordanowską.

## Szlaki turystyczne
- Niebieski:  - Strzelin - Pęcz - Piotrowice - Zielenice - Suchowice - Jordanów Śląski - Glinica - Winna Góra - Gozdnik - Przełęcz Sulistrowicka - Przełęcz Słupicka - Radunia - Przełęcz Tąpadła - Ślęża - Sobótka-Górka
- Zielony:  - Jordanów Śląski - Glinica - Janówek - Sokolniki - Łagiewniki - Przystronie - Jasinek - Niemcza - Stasin - Starzec - Strachów - Żelowice[6]